# الزهر (العدين)

تعديل مصدري - تعديل

الزهر هي إحدى قرى عزلة الرضائى بمديرية العدين التابعة لمحافظة إب، بلغ تعداد سكانها 1051 نسمة حسب تعداد اليمن لعام 2004.